# 珠子山
珠子山，原寫為珠仔山，是台灣南投縣埔里鎮的一個傳統地域名稱，位於該鎮南部。相較於今日行政區，其範圍大致與珠格里相近。

## 歷史
台灣清治末期至日治初期，珠子山地區為一街庄，稱為「珠仔山庄」，隸屬於埔里社堡。該庄西北與生蕃空庄為鄰，東北與水頭庄為鄰，東南與蕃地為鄰，南邊東側一小段與加道坑庄為界，南邊其餘部分為鹿蒿庄，西邊為挑米坑庄。
1901年（日治明治三十四年）11月，全台廢縣廳改設二十廳，該庄隸屬於南投廳。1903年（明治三十六年）6月，該庄編入「埔里社區」，隸屬於南投廳。1909年（明治四十二年）10月，合併二十廳為十二廳，埔里社區仍隸屬於南投廳。1920年（大正九年），全台地方制度大改正，廢十二廳改設五州二廳，該庄改制並雅化為「珠子山」大字，隸屬於臺中州能高郡埔里街。
戰後埔里街改制為埔里鎮，隸屬於臺中縣，大字亦改制為里。1950年10月，中、彰、投分治，埔里鎮改隸屬南投縣。

## 聚落
本地區發展較早的聚落有珠仔山、牛洞等，在日治期初期的官方地圖上已有記載。此外，本地區尚有白葉坑、鹹菜甕等聚落。

## 交通
縣道131號（水頭路）是埔里至水里的道路，大致以北北東—南南西走向轉東南東—西北西走向再繞大彎轉北北西—南南東走向蜿蜒經過本地區東部邊界地帶。由該道路向北北東可前往水頭、枇杷城、埔里市區並止於鄉道投65線起點路口；向南南東轉南南西可前往加道坑、長寮東部邊界地帶、木屐囒西部、長寮南端、大林、魚池市區、新城中部、山楂腳中南部、社子並止於水里聚落西北側的省道台16線路口暨鄉道投54線終點路口。
鄉道投65線（珠生路、無名道路）是埔里至新城的道路，大致以北北西—南南東走向由本地區西北部邊界中央偏東北處經鄉道投65-1線終點路口並入境後，至珠子山聚落經鄉道投72線起點路口轉南南西，進入山區後蜿蜒而行，其後於本地區南部邊界中央地帶轉西南出境。由該道路向北北西可前往生蕃空、埔里市區並止於縣道131號起點路口；向西南可前往鹿蒿、新城並止於省道台21線路口。
鄉道投65-1線（隆生路）是埔里市區至白葉坑的道路，其西南側端點位於本地區西北部邊界地帶的鄉道投65線路口。由此向東北沿邊界而行，出境後經鄉道投77線路口可前往生蕃空與水頭交界地帶、水頭與埔里交界地帶、埔里與枇杷城交界地帶、埔里市區並止於縣道131號路口。
鄉道投72線（珠生路）是珠格至東埔的道路，其西側端點位於珠子山聚落的鄉道投65線路口。由此向東南東轉東北再轉東北東出境後，可前往水頭並止於其東南部近邊界地帶的鄉道投71線路口。
鄉道投77線（南環路）是壽全橋至愛蘭橋的道路，大致以東南微南—西北微北走向轉南南東—北北西走向經過本地區東北部邊界北側地帶。由該道路向東南微南可前往水頭西南部並止於鄉道投72線路口；向北北西可前往生蕃空東北部、大肚城西南端並止於省道台14線、台21線共線路口。